# 삼휴정
삼휴정(三休亭)은 대한민국 경상북도 영천시 자양면 성곡리에 있는, 삼휴 정호신(1605∼1649)이 자연을 벗삼아 학문을 연구하기 위해 지은 조선시대의 정자이다. 1975년 8월 18일 경상북도의 유형문화재 제75호로 지정되었다.

## 개요
삼휴 정호신(1605∼1649)이 자연을 벗삼아 학문을 연구하기 위해 지은 조선시대의 정자이다. 인조 13년(1635)에 지었다고 전하며, 지금은 영천댐 건설로 인하여 옛 자리를 굽어보는 산비탈에 옮겨지었다.
할아버지인 의병장 정세아가 살았던 곳에 지었는데, 그 풍경을 바라보면서 ‘삼휴’란 시를 지어 삼휴당이라는 정자 이름이 생기게 되었다.
앞면 4칸·옆면 1칸 반의 규모이며, 지붕 옆면이 여덟 팔（八）자 모양인 화려한 팔작지붕집이다. 가운데 2칸은 대청마루이고 양쪽에는 각 1칸짜리 방을 들였다.

## 참고 문헌
- 삼휴정 - 국가유산청 국가유산포털